# Iznenadna srčana smrt
Iznenadna srčana smrt (ISS) (lat. Mors cardiaca subita) je prirodna, ali neočekivana smrt uzrokovana srčanim oboljenjem, a u odsustvu drugih potencijalno smrtonosnih uzroka, koja se manifestuje gubitkom svesti i drugim simptomima, nastalim unutar jednog sata od početka akutnih promena u funkciji srčanosudovnog (kardiovaskularnog) sistema. Sindroma ISS je prirodna, brza i neočekivana reakcija srca, bez obzira na to da li je neko oboljenje postojalo ranije. Kako je neposredni uzrok smrti srčani zastoj, on dovodi do nagle promene funkcionisanja srčanosudovnog sistema, koje je nespojivo sa očuvanjem svesti zbog naglog prekida snabdevanja krvlju centralnog nervnog sistema. Posebno treba naglasiti da se ISS karakteriše kratkim vremenskim intervalom od početka poremećaja, odgovornog za srčani zastoj, do nastanka gubitka svesti.
Neke grupe pacijenata sa kongenitalnim srčanim anomalijama, kardiomiopatijama i primarnim aritmijama (sindrom produženog QT intervala i Wolf-Parkinson-White sindrom), imaju povećani rizik od iznenadne srčane smrti. Iznenadna srčana smrt u dece i adolescenata je uglavnom udružena sa srčanom bolesti. Najčešće su to kongenitalne srčane anomalije, hipertrofična kardiomiopatija, aortalna stenoza, druge kardiomiopatije, poremećaji ritma, kongenitalne i stečene anomalije koronarnih (srčanih) arterija.

## Epidemiologija
Jedan od najvažnijih uzroka smrti u populaciji odraslih u industrijaliziranom svetu je iznenadna srčana smrt nastala zbog srčanih bolesti. Zato iznenadna srčana smrt predstavlja izuzetno veliki problem u srednje i visoko razvijenim zemljama sveta, jer je često njena prva ekspresija istovremeno i poslednja.
- Epidemiološke studije su registrovale češću pojavu ISS u ranim jutarnjim časovima, češće ponedeljkom nego ostalim danima u nedelji i češće tokom zimskih meseci.[6]
- ISS je prva klinička manifestacija bolesti kod 20-25% koronarnih bolesnika, a prethodni srčani udar (infarkt miokarda) nalazi se čak kod 75% bolesnika koji su umrli ili eventualno preživeli ISS.
- U oko 5 do 10% slučajeva ISS nastaje u odsustvu koronarne arterijske bolesti i kongestivne srčane slabosti.
- Kod bolesnika sa iznenadnim kardiovaskularnim kolapsom najčešće registrovan poremećaj ritma je ventrikularna fibrilacija (VF) u 75–80% slučajeva, dok bradiaritmije doprinose pojavi ISS u malom procentu.

Morbiditet i mortalitet
Smatra se da je incidenca ISS u svetu od 0,1-0,2% godišnje, a u zapadnim zemljama od 0,36 do 1,28/1000 stanovnika godišnje. Iznenadne srčana smrti je najčešći uzrok prirodne smrti u Sjedinjenim Američkim Državama, od koje okonča život od 300.000 do 400.000 (prosečno 325.000) odraslih osoba svake godine. 
ISS je odgovoran za polovinu svih smrtnih slučajeva bolesti srca.
Uzrast i pol
Tako je kod mladih ljudi (od 1 do 30 godina) učestalost iznenadne smrti procenjena na 1,3 do 8,5 slučaja na 100.000 ispitanika godišnje, s predominacijom muškaraca. Po tim podacima svake godine iznenada umre nekoliko hiljada Amerikanaca mlađih od 20 godina starosti.
Šezdesetih i sedamdesetih godina 20. veka iznenadna srčana smrti najčešće se događale kod djce sa neoperisanom kongenitalnom srčanom manom, zbog ireverzibilne plućne vaskularne bolesti ili kod dece sa neoperisanom valvularnom aortalnom stenozom (suženja aortalnog zalistka). U 21. veku sa velikim napretkom dečje kardiohirurgije, operativni zahvati se izvode znatno ranije i mnogo uspešnije tako da je rizik od iznenadne srčane smrti uglavnom povezana sa decom nakon operisane srčane mane. Procenjuje se da je prosečni rizik od iznenadne srčane smrti kod dece oko 0,9 na 100 bolesnika godišnje. Rizik iznad navedenog proseka imaju bolesnici sa stenozom valvule aorte, transpozicijom velikih arterija, tetralogijom Fallot ili koarktacijom aorte.

## Etiologija
Etiologija iznenadne srčane smrti može biti: ishemijska, neishemijska i nekardiološka.
Koronarna bolest je odgovorna za 80-85% svih slučajeva ISS. Dok je ateroskleroza primarni poremećaj kod ljudi srednje i starije živtone dobi, kod dece i mladih osoba uzrok srčanog zastoja mogu biti i anomalije koronarnih arterija, posebno anomalno ishodište leve koronarne arterije iz pulmonalne arterije ili iz desnog koronarnog sinusa.
Veći broj studija je potvrdio da su maligne aritmije neposredni uzrok smrti. Aritmije koje su neposredni mogući uzrok smrti uglavnom su iz grupe komorskih aritmija. Etiologija poremećaja srčanog ritma može biti povezana sa osnovnim srčanim oboljenjem, ali može biti i idiopatska. Komorska tahikardija, monomorfna ili polimorfna, ventrikularna fibrilacija, najčešći su poremećaji ritma koji su povezani sa fenomenom iznenadne srčane smrti.

### Faktori rizika
Faktori rizika za ISS slični su faktorima rizika za koronarnu arterijsku bolest i uključuju:
- starost,
- pušenje duvana, kod koga je utvrđeno  da današnji pušači cigareta sa koronarnom arterijskom bolešću imaju dva do tri puta veći rizik od iznenadne smrti u dobi od 30 do 59 godina, a otkriveno je i da je rizik bivših pušača bližija riziku aktivnih pušača od onih koji nikada nisu pušili.[10][11]
- visok krvni pritisak,
- visok holesterol,
- nedostatak fizičke aktivnosti,
- gojaznost,
- šećernu bolest,
- porodičnu istoriju.[12]
- iznenadni srčani zastoj, kod koga prethodna epizoda povećava rizik od budućih epizoda.[13]
- zagađenje vazduha, koje je povezano sa rizikom od srčanog zastoja.[14]

#### Faktori rizika u opštoj populaciji
Smrtni ishod, kao posledica srčanog zastoja, na osnovu brojnih istraživanja u opštoj populaciji, izvesno je povezan sa faktorima rizika koji su precizno prepoznati i definisani u nepromenljive i promenljive. 
| Nepromenljivi faktori rizika           | Promenljivi faktori rizika |
| -------------------------------------- | -------------------------- |
| Starost                                | Pušenje                    |
| Pol                                    | Hipertenzija               |
| Porodična anamneza koronarnog događaja | Povećanje LDL holesterola  |
| Genetski faktori                       | Šećerna bolest             |
|                                        | Gojaznost                  |

Na neke od faktora navedenih u tabeli moguće je delovati preventivno.
Pri rehabilitaciji srčanih bolesnika iznenadna smrt javlja se u proseku na svakih 116.402 časova fizičkog vežbanja.

#### Faktori rizika kod sportista i rekreativaca
U literaturi postoje podaci da se po jedna iznenadna srčana smrt javlja na svakih 396.000 časova džoginga, 13.000 do 26.000 časova skijanja, 5.000 časova igranja ragbija.
Dosada je utvrđeno više od 20 različitih patoloških entiteta koji mogu biti uzrok iznenadne srčane smrti kod sportista. Međutim, samo nekoliko faktora je odgovorno za veliku većinu smrtnih ishoda. Nakon pregleda nekih od studija utvrđeno je:
- U studiji McCaffrey i sar. iz 1991. godine, da je hipertrofična kardiomiopatija bila uzrok ISS u 24% slučajeva, dok su anomalije srčanih arterija uzrokovale smrt u 18% slučajeva. Bolest koronarnih arterija uzrokovala je 14%, a miokarditis 12% od ukupnog broja ISS.[18]
- U studiji Marona i sar. iz 1982. godine, da je hipertrofična kardiomiopatija uzrokovala 46% od ukupnog broja iznenadnih srčanih smrti, dok su anomalije srčanih arterija bile uzrok ISS u 19% slučajeva.[19]

## Patoanatomija
U najvećem broju slučajeva razlog iznenadne srčane smrti je „kvar” električnog sistema srca, što dovodi do teškog poremećaja srčanih otkucaja, ili aritmije.
Najčešće srčane aritmija koja dovode do iznenadne srčane smrti su:
- Ventrikularna fibrilacija u 65–85% slučajeva.
- Ventrikularna tahikardija u 7–10%.
- Elektromehanička disocijacija u 20–30% slučajeva.

Strukturne promene u bolesnom srcu kao rezultat naslednih faktora (mutacije u genima koji kodiraju jonske kanale, na primer)  mogu objasniti ISS. Takođe, iznenadna srčana smrt mogla bi biti posledica električno-mehaničke disjunkcije i bradiaritmije.
Uzrok iznenadne srčane smrti, može se utvrditi na osnovu prisutne simptomatologije neposredno pre fatalnog ishoda, ali je to najsigurnije obdukcionim nalazom. Tako, npr. razlika između iznenadne srčane smrti usled akutnog srčanog udara i iznenadne srčane smrti iz nekih drugih razloga, je u tome što se iznenadna srčana smrt usled srčanog udara (infarkta miokarda) karakteriše prisustvom bola u grudima, koagulacionom nekrozom i izduženim, istanjenim i vijugavim kontraktilnim vlaknima u patohistološkom nalazu, dok se iznenadna srčana smrt iz drugih razloga karakteriše odsustvom bola u grudima, koagulativnom miocitolizom i anomalnim kontraktilnim vezama.
| Uzroci                                        | Bolesti |
| --------------------------------------------- | --- |
| Srčanosudovne (kardiovaskularne) malformacije | - Operisane kongenitalne srčane mane - Stenoza valvule (zalistka) aorte i koarktacija aorte - Plućna vaskularna bolest - Malformacije koronarnih (srčanih) arterija       |
| Druge strukturne srčane abnormalnosti         | - Hipertrofičnakardiomiopatija - Miokarditis i dilatativna kardiomiopatija - Kavasakijeva bolest - Aritmogena displazija desne komore ventrikula                          |
| Primarne aritmije                             | - Sindrom produženog QT intervala - Druge komorske (ventrikularne) aritmije (kateholaminergična, Brugada) - Wolf-Parkinson-White sindrom - Kongenitalni kompletni AV blok |
| Ostali uzroci                                 | - Komocija srca - Trovanja toksinima, drogom, lekovima |

### Srčanosudovne (kardiovaskularne) malformacije
Iznenadna srčana smrt kod dece sa operisanom urođenom srčanom manom
Iznenadne srčane smrti se javljaju kod otprilike 5% dece nakon operacije stenoze (suženja) aortnog zalistka. U oko 45% bolesnika ona je posledica ventrikularne (komorske) aritmije, i u koreliraji je sa povećanim endodijastolnim pritiskom u levoj komori, aortalnom regurgitacijom i samom zamenom aortalnog zalistka (valvule). Mehanizam iznenadne srčane smrti uključuje aritmiju (najverovatnije zbog ishemije), moždane ili koronarnu embolije i akutnog srčanog zastoja. 
Kasne iznenadne smrti mogu se javiti i nakon operacije koarktacije aorte. Najčešći razlozi su koronarna bolest, ruptura aneurizme aorte, jaka hipertrofija leve komore. Kasna iznenadna srčana smrt nakon operacija uobičajenih srčanih mana su jako retke i njihova učestalost se kreće oko 0,1 slučaj na 1.000 bolesnika, godišnje.
Stenoza valvule (zalistka) aorte i koarktacija aorte
Plućna arterijska hipertenzija
Plućna arterijska hipertenzija je oblik visokog krvnog pritiska u plućima, usled čega dolazi da suženja i hipertrofije krvnih sudova u plućima. Usled ovog stanja usporen je protok krvi u plućima, dok raste krvni pritisak u plućnim arterijama. Srce je dodatno opterećeno, da bi na kraju ako se bolest ne leči, došlo do slabljenja srčanog mišića. Plućna hipertenzija može biti životno ugrožavajuće stanje.
Malformacije koronarnih (srčanih) arterija

### Druge strukturne srčane abnormalnosti
Hipertrofična kardiomiopatija
Hipertrofična kardiomiopatija se karakteriše postojanjem hipertrofije (zadebljanje) srčanog mišića leve komore. Ona može biti:
- opstruktivna - s opstrukcijom izlaznog trakta leve komore usled značajnog zadebljanja subaortnog dela intraventrikularnog septuma, čemu doprinosi i prednji mitralni kuspis
- neopstruktivna - kada postoji jednaka hipertrofija septuma i slobodnog zida leve komore.

Kod ove srčane abnormalnosti kontraktilna funkcija miokarda leve komore je očuvana.  
Miokarditis i dilatativna kardiomiopatija
Kavasakijeva bolest
Kavasakijeva bolest ili akutni, sistemski vaskulitis, prvi put je opisana u engleskoj medicinskoj literaturi 1967. godine od strane japanskog pedijatra Tomisaku Kawasaki (bolest je po njemu dobila ime); on je izdvojio grupu dece sa temperaturom, ospom po koži, konjuktivitisom (crvene oči), enantemom (crvenilom grla i usta), otokom šaka i stopala i uvećanim limfnim čvorovima na vratu. Nekoliko godina kasnije, opisane su komplikacije na srcu, kao što su aneurizme (proširenje) bilo koje arterije srednje veličine u telu, pre svega srčanih arterija. Međutim, većina dece razvije samo akutne simptome, bez srčanih komplikacija.
Aritmogena displazija desne komore
Radi se o posebnom obliku kardiomiopatije, koji u osnovi ima displaziju subperikardijalnih slojeva miokarda u području infudibuluma desne komore, ređe u dijafragmalnom i apikalnom području. U ovim područjima se miokard zamenjuje masnim tkivom dovodeći do dilatacije (proširenja) i diskinezije tih područja.   Učestalost nagle smrti kod ovih bolesnika je oko 2% godišnje.

### Primarne aritmije
Sindrom produženog QT intervala
Ovaj sindrom prvi su opisali Jervell i Lange-Nielsen 1957. godine kao udruženost sinkope ili iznenadne smrti, produženja Q-T intervala u EKG, kongenitalne nervne nagluvosti i nasleđivanje autosomno recesivnog tipa. Godine 1963. Romano a 1964. godine i Ward opisali su sličan sindrom u kome je sluh bio normalan a tip nasleđivanja uglavnom autosomno dominantan.
Sklonost sinkopama i iznenadnoj smrti pripisuje se pojavi ventrikularnih aritmija, posebno ventrikularnih tahikardija tipa "torsades de pointes" nastalih u fazi kasne afterdepolarizacije. Važno je naglasiti da je korigovani Q-T interval EKG-a duži od 0,44 s. 
Druge komorske (ventrikularne) aritmije (kateholaminergična, Brugada)
Wolf-Parkinson-White sindrom
Wolf-Parkinson-White sindrom (WPW) jedan je od najčešći uzrok aritmija kod dece. Retko ima za posledicu razvoj iznenadne srčane smrt. Iznenadna smrt kod WPW nastaje zbog fibrilacije srčanih komora, tokom pretkomorske fibrilacije kod pacijenata  sa vrlo kratkim refraktornim periodom akcesornog provodnog puta. Srčani arest kod ovih bolesnika, nastaje uglavnom kod adolescenata i mlađih odraslih osoba, i vrlo je redak kod dece. 
Kongenitalni kompletni AV blok
Kongenitalni kompletni atrioventrikularni blok javlja se kod 1 od 20.000 dece. Javlja se kod majki koje jasno ili latentno boluju od neke autoimune bolesti. Uglavnom se bolest dijagnostikuje tokom intrauterinog praćenja ploda. Rizik od iznenadne srčane smrti zavisi o frekvenciji rada srca.

### Ostali uzroci
Komocija srca
Osoba, a pre svega sportaši sa tankim grudnim košem imaju rizik od nastanka komocije srca (лат. commotio cordis), praćene naglim nastankom ventrikularne tahikardija ili fibrilacija srca nakon udarca u predsrčani predeo grudnog koša), čak i bez poremećaja funkcije kardiovaskularnog sistema.
Udarac koji izaziva komociju srca može uključivati projektil srednje snage (npr bejzbolska lopta, hokejaški pak, lopta za hokej na travi) ili sudar s drugim igračem tokom vulnerabilne faze repolarizacije miokarda. 
Neki mladi sportaši nakon komocije srca dožive iznenadnu srčanu smrt i zbog rupture aneurizme aorte (Marfanov sindrom).
Trovanja toksinima, drogom, lekovima

## Prevencija
U primarnoj i sekundarnoj prevenciji pojave ISS na raspolaganju su četiri metode: 
1. Medikamentna terapija (aniaritmicima)
2. Hirurške metode za smanjenje aritmogenosti leve komore
3. Ablacija aritmije preko katetera
4. Ugradnja implantibilnog kardioverter defobrilatora (ICD)
Implantacija kardioverter defobrilatora (ICD) osigurava najbolju prevenciju iznenadne srčane smrti, sekundarnu i primarnu i nema alternativu niti u jednom od danas poznatih lekova kod selektiranih bolesnika sa povišenim rizikom. Značajno je da se u poslednje vreme polje primene proširilo i na indikaciona područja primarne prevencije iznenadne srčane smrti, a posebno i na razvoj resinhronizacionog implantabilnog kardioverter defibrilatora u terapiji srčane slabosti.
Da implatacija ICD nema alternativu govore brojni rezulatai iz sledećih studuja:
- Rezultati AVID studije pokazali su da je grupa bolesnika lečenih sa ICD imala redukciju mortaliteta od 38% u prvoj godini u poređenju sa grupom lečenom antiaritmicima.[30]
- MADIT II studija je pokazala apsolutno smanjenje mortaliteta u grupi bolesnika sa ranije prebolelim infarktom i disfunkcijom leve komore (EF manja od 30%), kod kojih je ugrađen ICD u odnosu na istu grupu bolesnika sa konvencionalnom terapijom.[31]

## Literatura
- Ewy, G. A. (2009). „Do modifications of the American Heart Association guidelines improve survival of patients with out-of-hospital cardiac arrest?”. Circulation. 119 (19): 2542—4. PMID 19451362. S2CID 34207358. doi:10.1161/CIRCULATIONAHA.109.860262..
- Sayre, M. R.; Koster, R. W.; Botha, M.;  . (2010). „Part 5: Adult basic life support: 2010 International Consensus on Cardiopulmonary Resus- citation and Emergency Cardiovascular Care Science With Treatment Recommendations.”. Circulation. 122 (16 Suppl 2): S298—324. PMID 20956253. doi:10.1161/CIRCULATIONAHA.110.970996.:S298-S324.
- Julian, D. G.; Camm, A. J.; Frangin, G.; Janse, M. J.; Munoz, A.; Schwartz, P. J.; Simon, P. (1997). „Randomised trial of effect of amiodarone on mortality in patients with left-ventricular dysfunction after recent myocardial infarction: EMIAT. European Myocardial Infarct Amiodarone Trial Investigators”. Lancet. 349 (9053): 667—76. PMID 9078197. S2CID 24212782. doi:10.1016/S0140-6736(96)09145-3..
- Cairns, J. A.; Connolly, S. J.; Roberts, R.; Gent, M. (1997). „Randomised trial of outcome after myocardial infarction in patients with frequent or repetitive ventricular premature depolarisations: CAMIAT. Canadian Amiodarone Myocardial Infarction Arrhythmia Trial Investigators”. Lancet. 349 (9053): 675—86. PMID 9078198. S2CID 29176345. doi:10.1016/S0140-6736(96)08171-8..
- Boutitie, F.; Boissel, J. P.; Connolly, S. J.; Camm, A. J.; Cairns, J. A.; Julian, D. G.; Gent, M.; Janse, M. J.; Dorian, P.; Frangin, G. (1999). „Amiodarone interaction with beta-blockers: Analysis of the merged EMIAT (European Myocardial Infarct Amiodarone Trial) and CAMIAT (Canadian Amiodarone Myocardial Infarction Trial) databases. The EMIAT and CAMIAT Investigators”. Circulation. 99 (17): 2268—76. PMID 10226092. doi:10.1161/01.CIR.99.17.2268..
- Moss, A. J.; Zareba, W; Hall, W. J.;  . (2002). „Prophylactic implantation of a defibrillator in patients with myocardial infarction and reduced ejection fraction”. New England Journal of Medicine. 346 (12): 877—85. PMID 11907286. doi:10.1056/NEJMoa013474..

## Spoljašnje veze
- Definicija iznenadne srčane smrti

|  | Molimo Vas, obratite pažnju na važno upozorenje u vezi sa temama iz oblasti medicine (zdravlja). |